# 宿営用天幕

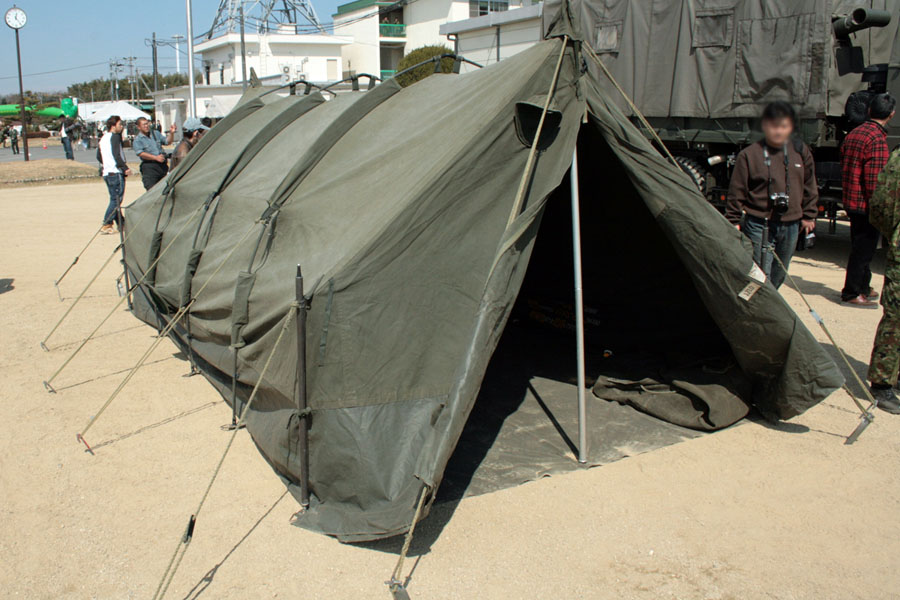
展示される宿営用天幕

宿営用天幕（しゅくえいようてんまく）は、陸上自衛隊の装備である。主に各部隊が保有し演習・野営等において運用する。作戦天幕や携帯天幕に代わり、1987年（昭和62年）から配備が開始された。本稿ではかつて冬季部隊で使用されていた（現在でも一部では使用している）寒冷地用天幕についても記述する。

## 諸元
- 収容人数：6名
- 重量：約50kg
- 全長：4,500mm（展開時）
- 全高：1,900mm（展開時）
- 全幅：2,600mm（展開時）
- 底面積：12m²

## 特徴
作戦準備間、戦闘時の体力、士気回復をはかるための装備。基本的に定員で使用はせず、両出入り口を除く幕側の両端に4人が簡易ベッド等を使用して中間の空間を確保した状態であり、6人で宿泊するには多少窮屈である。
名前は固いが、言ってみれば宿営用のテント。専用の白色覆いもある。

## 寒冷地用天幕
通称は寒天と呼ばれている天幕であり、積雪地での偽装を目的とした白色の外幕の他に、内部に保温用の黒色の内幕を組み合わせる二重構造となっている。内幕には金属製のフックが取り付けてあり、外幕の内側にあるループに引っ掛けて取り付ける構造になっている。展開時は出入口となる2ヶ所に組み立て式の支柱を取り付けて設置する。
備品の紛失防止および冬期の積雪地では杭による固定が難しい観点から杭等は極力使用せず、設置場所も樹木等が周囲にある場所を選定し、木枝等に固定紐を縛着して固定する方式であり、また撤収等では支柱ごと細長く畳む事でアキオ（そり）等で簡単に運搬できるよう設計されている。展開は幕を広げ予め取り付けた支柱を両方向で上部に持ち上げるように展開する。
現在では部隊の補給物品の員数には組み込まれていないうえ、管理も倉庫の目立たない場所に保管のうえに、特性上原則として北部方面隊の普通科部隊および東北方面隊の一部部隊のみが保有し管理しているため、一般では目にする機会が非常に少ない。
新編部隊では当該装備を保有していないため、通常の宿営用天幕に白色覆いを被せて運用している。

## 製作
- 帝国繊維
- トスコ株式会社